# Erich Scharfetter
Erich Scharfetter (ur. 27 maja 1908, zm. ?) – zbrodniarz hitlerowski, członek załogi niemieckich obozów koncentracyjnych Ereda, Joehvi i Kuremea oraz SS-Unterscharführer.
W latach 1943–1944 pełnił służbę jako sanitariusz w obozach koncentracyjnych Ereda, Joehvi i Kuremea, które znajdowały się na obszarze okupowanej Estonii. Dopuszczał się morderstw na więźniach żydowskich i jeńcach radzieckich. 1 lutego 1980 Scharfetter został skazany przez zachodnioniemiecki sąd w Stade na karę dożywotniego pozbawienia wolności za zamordowanie przynajmniej 21 więźniów podczas swojej służby obozowej. 10 lat po wyroku premier Dolnej Saksonii Ernst Albrecht ułaskawił Scharfettera. Stało się to wskutek starań stowarzyszenia Stille Hilfe (Cicha Pomóc).